# (11914) Sinachopoulos
(11914) Sinachopoulos (1992 RZ3) – planetoida z pasa głównego asteroid okrążająca Słońce w ciągu 3,44 lat w średniej odległości 2,28 j.a. Odkryta 2 września 1992 roku.